# Río Montán
El río Montán (en valenciano riu Montant) es un río del este de la península ibérica que discurre por la provincia de Castellón (España). Nace en el término de Montán y desemboca en el río Mijares.

## Descripción
El río Montán, es un afluente del Mijares, en el que desemboca en la población del mismo nombre. Tiene una longitud de unos 12 km desde su nacimiento hasta su confluencia con el Mijares. Su caudal es muy irregular y muy dependiente de la pluviosidad anual, por lo que es poco habitual verlo con agua, sobre todo en verano, cuando su cauce aparece completamente seco.